# عمليات خاصة

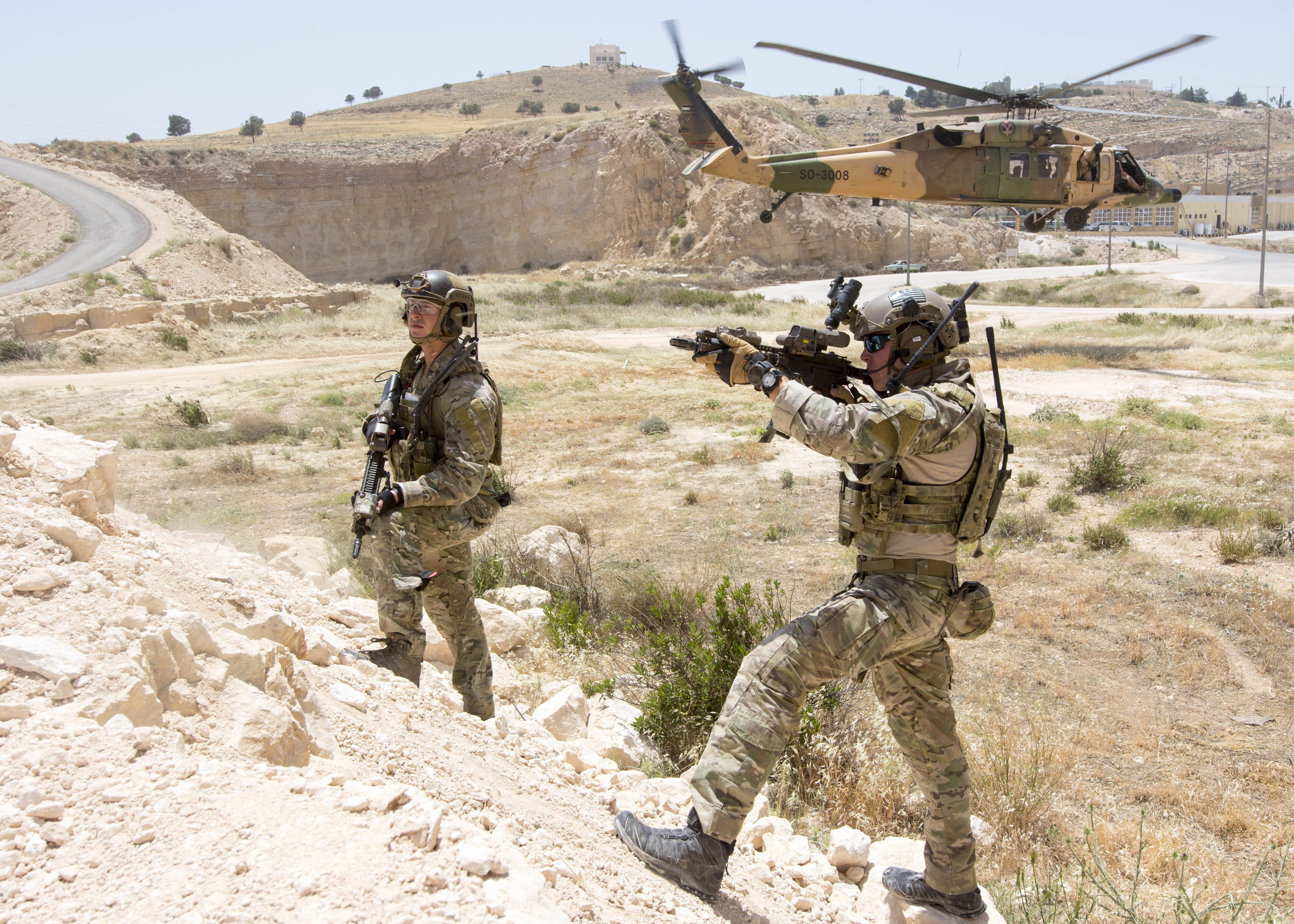

العمليات الخاصة (S.O.) هي العمليات العسكرية التي تعتبر «خاصة» (أي غير تقليدية)، وعادة ما تقوم بتنفيذها وحدات قوات خاصة مخصصة لها.
عادة ما يتم تنفيذ العمليات الخاصة بشكل مستقل أو بالتزامن مع العمليات العسكرية التقليدية. ويكمن الهدف الأساسي في تحقيق هدف سياسي أو عسكري حيث لا يوجد شرط تدخل القوة التقليدية أو قد يؤثر على النتائج الإستراتيجية الشاملة. وعادة ما تتم العمليات الخاصة بطريقة الشيء غير الظاهر الذي عادة ما يهدف إلى تحقيق الاستفادة من عنصر السرعة والمفاجأة والعنف من الإجراءات المتخذة ضد هدف لا يخامره أي شك في حدوث هجوم عليه. وعادة ما يتم تنفيذ العمليات الخارجية بعدد محدود من الأفراد المدربين تدريبًا عاليًا والقادرين على العمل في جميع البيئات والاستفادة من الاعتماد على الذات والقادرين على التكيف بسهولة والتغلب على العقبات واستخدام المهارات القتالية والمعدات لتحقيق أهداف كاملة. وقد كانت هناك عملية خاصة قام بها فريق النخبة السادسة الذي قاد الهجمة على مجمع أسامة بن لادن مما أدى إلى مقتله، وعادة ما تقوم العمليات الخاصة بتنفيذ عملياتها من خلال معلومات استخباراتية محددة أو مصممة.

## إدارة أوباما
شهد العقد الماضي إستراتيجية للأمن القومي الأمريكي تعتمد على العمليات الخاصة بدرجة غير مسبوقة. وأصبح التعرف على الإرهابيين والبحث عنهم وقتلهم ركيزة أساسية في الحرب على الإرهاب (GWOT). وتقول ليندا روبنسون، وهي أستاذ زميل مساعد أول للأمن القومي الأمريكي والسياسة الخارجية في مجلس العلاقات الخارجية، أن الهيكل التنظيمي أصبح متملقًا وأن التعاون مع المجتمع الاستخباراتي أصبح أقوى، مما يسمح للعمليات الخاصة بالتحرك تماشيًا مع «سرعة الحرب». وتعد اعتمادات العمليات الخاصة مكلفة: حيث زادت ميزانيتها من 2.3 مليار دولار عام 2001 إلى 10.5 مليارات دولار عام 2012. ويرى بعض الخبراء أن هذا الاستثمار جدير بالاهتمام، لافتين النظر إلى الغارة التي شُنت في مايو 2011 والتي قُتل فيها أسامة بن لادن في أبوت آباد، باكستان. ويدعي آخرون أن التركيز على العمليات الخاصة يرسب اعتقادًا خاطئًا بأن ذلك هو البديل للصراع الطويل. «إن الغارات الجوية والغارات بدون طيار هي تكتيكات نادرًا ما تكون حاسمة وغالبًا ما تتحمل تكاليفَ سياسية ودبلوماسية هامة للولايات المتحدة. وبالرغم من أن الغارات الجوية والغارات بدون طيار ضرورية لتعطيل التهديدات الوخيمة الوشيكة... إلا أن قادة العمليات الخاصة يعترفون بسهولة أنها لا ينبغي أن تكون الركيزة الأساسية للإستراتيجية العسكرية الأمريكية.» وبدلاً من ذلك، صرح قادة العمليات الخاصة أن الإستراتيجية الكبرى ينبغي أن تشمل «نهجهم غير المباشر» وهو ما يعني عمل الشركاء غير الأمريكيين لتحقيق أهداف الأمن. «وتقيم قوات العمليات الخاصة علاقات يمكن أن تستمر لعقود مع مجموعة متنوعة من مجموعات: التدريب وتقديم المشورة وتنفيذ العمليات مع جيوش بلدان أخرى أو قوات الشرطة أو القبائل أو المليشيات أو غيرها من مجموعات توفير المعلومات.»

## قوات العمليات الخاصة
قوات العمليات الخاصة (SOF) هو مصطلح يستخدم في الأصل في الغرب. وهو مصطلح «شامل» يحدد الوحدات المتخصصة للأمة. إن مصطلح «القوات الخاصة» مصطلح قديم وتستخدمه البلدان في جميع أنحاء العالم لوصف وحدتهم (وحداتهم) المتخصصة.
الأمثلة على العمليات الخاصة تشمل: الاستطلاع الخاص/المخابرات الحربية والحرب غير التقليدية وإجراءات مكافحة الإرهاب. وأحيانًا ما ترتبط العمليات الخاصة بـحرب غير تقليدية ومكافحة التمرد (العمليات ضد المتمردين) والعمليات ضد المقاتلين أو قوات غير نظامية والعمليات المنخفضة الحدة والدفاع الداخلي الأجنبي.
ويمكن تنفيذ العمليات الخاصة بواسطة قوات تقليدية ولكن غالبًا ما يتم تنفيذها بواسطة قوات العمليات الخاصة، والتي تعد وحدات عسكرية على درجة عالية من التدريب وتستخدم معدات وأسلحة وتكتيكات خاصة. وأحيانًا ما يُشار إليها باسم قوات «النخبة» والكوماندوز ومنفذي العمليات الخاصة.

## وصلات خارجية
- List of US Special Operations Forces نسخة محفوظة 10 نوفمبر 2013 على موقع واي باك مشين.